# Эссен, Антон Оттович фон
Антон (Антоний) О́ттович фон Э́ссен (1863—1919) — государственный деятель, Петроковский губернатор, помощник Варшавского генерал-губернатора, сенатор, егермейстер.

## Биография
Происходил из старинного шведского дворянского рода, представители которого в XVIII веке перешли на российскую службу и получили титул баронов, сын Отто Васильевича фон Эссена (1828—1876) , ставшего впоследствии товарищем министра юстиции, статс-секретарём и сенатором. Воспитывался в семье с братьями Алексеем, Михаилом — будущими юристами, и знаменитым флотоводцем, адмиралом Николаем Оттовичем фон Эссеном.
Как и его отец, получил образование в Императорском училище правоведения, откуда был выпущен 27 апреля 1883 года с чином IX класса (титулярного советника) и поступил на службу в Министерство юстиции. 16 мая 1900 года перешёл на службу по Министерству внутренних дел и в чине статского советника был назначен помощником президента Варшавы. 6 декабря 1904 года получил чин действительного статского советника и 13 января 1906 года занял пост Петроковского губернатора. Активно боролся с революционным движением в губернии в условиях Революции 1905—1907 годов. В 1910 году назначен помощником Варшавского генерал-губернатора по гражданской части и 6 мая 1912 года пожалован в егермейстеры. Одновременно являлся почётным мировым судьёй Рижско-Вольмарского округа.
В 1914—1915 годах исполнял обязанности Варшавского генерал-губернатора после смерти 1 февраля 1914 года Г. А. Скалона и до назначения 4 марта его преемника Я. Г. Жилинского, вторично после назначения Жилинского 19 июля Главнокомандующим армиями Северо-Западного фронта (а затем его увольнения от обоих постов 3 октября 1914 года) и до приезда нового генерал-губернатора князя П. Н. Енгалычева.
А. Р. Ледницкий в своих показаниях Чрезвычайной следственной комиссии Временного правительства так характеризовал взаимоотношения Эссена и польской общественности и его отношение к воззванию к полякам Верховного Главнокомандующего великого князя Николая Николаевича от 1 августа 1914 года :

«Исполняющий обязанности генерал-губернатора Эссен совершенно определённо, на приёме представителей варшавских театров, обратившихся к нему с просьбой и приветствием на польском языке, ответил в крайне резкой форме и дал совершенно ясно понять, что не может быть и речи о реальности воззвания. Это произвело очень сильное и тягостное впечатление».

В 1914 году Эссен был назначен сенатором с оставлением в занимаемой должности. На 1917 г. присутствующий Первого департамента Сената. После Февральской революции 1917 года остался на службе и 8 апреля 1917 года перемещён Временным правительством к присутствию в Первое Общее Собрание Сената.
В 1919 году был арестован Киевской ЧК и заключен в концентрационный лагерь. Расстрелян в июне 1919 года. По воспоминаниям одной из сестер милосердия, работавшей в лагере, находясь в заключении Эссен очень хорошо плёл туфли из веревок. Комендант лагеря утром разрешил принять от его жены для передачи Эссену материал для его работы. А днем его убили. Но жене сказали, что её муж увезен в Москву. Хотя сестра видела как караульные делили его вещи, что всегда происходило после казни.

## Семья
Эссен был женат на Наталье Александровне Штольценвальд и от этого брака имел сыновей Николая  (24.10.1887—04.12.1919), Владимира (25.10.1888—1918) и Сергея (17.11.1895—02.03.1917). Все три сына Эссена погибли в ходе революции и гражданской войны; Сергей — поручик лейб-гвардии Семёновского полка — был убит при попытке подавить революционное выступление в Петрограде 2 марта 1917 года.

## Награды
- Орден Святого Станислава 2-й степени (1892)
- Орден Святой Анны 2-й степени (1901)
- Орден Святого Владимира 3-й степени (6 декабря 1906)
- Орден Святого Станислава 1-й степени (1909)
- Орден Святой Анны 1-й степени (1913)